# Djela Le Corbusiera
Le Corbusier, pravim imenom Charles-Édouard Jeanneret-Gris je bio francuski arhitekt švicarskog porijekla koji zauzima istaknuto mjesto u modernoj arhitekturi. Primjenom novih materijala, poput armiranog betona, stakla i željeza, te novih građevnih metoda, u arhitekturi je radikalno prekinuo s tradicionalnim građevnim formama.
Njegova djela svjedoče o njegovom iznimnom kreativnom doprinosu razvoju novog arhitektonskog jezika čime je prekinuto s prošlošću. Sedamnaest njegovih djela u sdam različitih zemalja, izgrađenih u razdoblju od pola stoljeća koje sam Le Corbusier naziva „strpljivim traženjem”, pripada UNESCO-ovoj svjetskoj baštini. Ona predstavljaju rješenja kojim je moderna novim arhitektonskim tehnikama odgovarala na izazove društva tijekom 20. stoljeća. Ova remek-djela kreativog genija također svjedoče internacionalizaciji arhitekture širom planeta.

## Popis djela pod zaštitom UNESCO-a
| ID       | Ime                                     | Fotografija        | Lokacija                    | Koordinate                                                |
| -------- | --------------------------------------- | ------------------ | --------------------------- | --------------------------------------------------------- |
| 1321-001 | La Roche et Jeanneret                   |                    | Pariz, Francuska            | 48°51′6.696″N 2°15′55.26″E / 48.85186000°N 2.2653500°E    |
| 1321-002 | Petite villa au bord du lac Léman       |                    | Corseaux, Švicarska         | 46°28′6.29″N 6°49′45.61″E / 46.4684139°N 6.8293361°E      |
| 1321-003 | Cité Frugès                             |                    | Pessac, Francuska           | 44°47′56.004″N 0°38′52.368″E / 44.79889000°N 0.64788000°E |
| 1321-004 | Maison Guiete                           |                    | Antwerp, Belgija            | 51°11′1.201″N 4°23′35.7″E / 51.18366694°N 4.393250°E      |
| 1321-005 | Maisons de la Weissenhof-Siedlung       |                    | Stuttgart, Njemačka         | 48°47′59.442″N 9°10′39.594″E / 48.79984500°N 9.17766500°E |
| 1321-006 | Vila Savoye s vrtnom ložom              |                    | Poissy-sur-Seine, Francuska | 48°55′27.923″N 2°1′42.038″E / 48.92442306°N 2.02834389°E  |
| 1321-007 | Immeuble Clarté                         |                    | Ženeva, Švicarska           | 46°12′0.576″N 6°9′23.072″E / 46.20016000°N 6.15640889°E   |
| 1321-008 | Immeuble locatif à la Porte Molitor     | [[Slika:\|80px\|]] | Pariz, Francuska            | 48°50′36.204″N 2°15′4.644″E / 48.84339000°N 2.25129000°E  |
| 1321-009 | Unité d’habitation                      |                    | Marseille, Francuska        | 43°15′40.932″N 5°23′46.248″E / 43.26137000°N 5.39618000°E |
| 1321-010 | La Manufacture à Saint- Dié             | [[Slika:\|80px\|]] | Pariz, Francuska            | 48°17′26.952″N 6°57′0.9″E / 48.29082000°N 6.950250°E      |
| 1321-011 | Maison du docteur Curutchet             |                    | La Plata, Argentina         | 34°54′40.83″S 57°56′30.57″W / 34.9113417°S 57.9418250°W   |
| 1321-012 | Chapelle Notre-Dame-du-Haut             |                    | Ronchamp, Francuska         | 47°42′16.164″N 6°37′14.808″E / 47.70449000°N 6.62078000°E |
| 1321-013 | Cabanon de Le Corbusier                 |                    | Cap Martin, Francuska       | 43°45′34.992″N 7°27′48.24″E / 43.75972000°N 7.4634000°E   |
| 1321-014 | Complexe du Capitole                    |                    | Chandigarh, Indija          | 30°45′27″N 76°48′20″E / 30.75750°N 76.80556°E             |
| 1321-015 | Couvent Sainte-Marie-de-la-Tourette     |                    | Lyon, Francuska             | 45°49′9.826″N 4°37′21″E / 45.81939611°N 4.62250°E         |
| 1321-016 | Nacionalni muzej zapadnjačke umjetnosti |                    | Tokio, Japan                | 35°42′55″N 139°46′33″E / 35.71528°N 139.77583°E           |
| 1321-017 | Maison de la Culture de Firminy         | [[Slika:\|80px]]   | Firminy, Francuska          | 45°22′59.484″N 4°17′20.641″E / 45.38319000°N 4.28906694°E |

### Kronološki popis važnijih djela
- 1905. - Villa Fallet,  La Chaux-de-Fonds, Švicarska
- 1912. - Vila Jeanneret-Perret, La Chaux-de-Fonds
- 1922. - Kuća i atelier Ozenfant, Vaucresson, Pariz, Francuska
- 1925. - Villa Jeanneret, Pariz
- 1927. - Villa Stein, Garches, Pariz
- 1927. - Weissenhof, Stuttgart, Njemačka
- 1928. - Villa Savoye, Poissy-sur-Seine, Francuska (karta)
- 1930. - Švicarski paviljon, Cité Universitaire, Pariz
- 1930. - Kuća Errazuriz, Čile
- 1931. - Palača sovjeta, Moskva, SSSR (neizveden projekt)
- 1931. - Immeuble Clarté, Ženeva, Švicarska (karta)
- 1933. - Centrosojuz, Moskva
- 1936. - Palača ministarstva obrazovanja i zdravlja, Rio de Janeiro (kao savjetnik arhitektima kao što su Lúcio Costa, Oscar Niemeyer i dr.)
- 1945. - Usine Claude et Duval, Saint-Dié-des-Vosges, Francuska
- 1947. – 1952. - Unité d'Habitation, Marseille, Francuska (karta)
- 1948. - Kuća Curutchet, La Plata, Argentina
- 1949. – 1952. - Sjedište Ujedinjenih naroda, New York City (kao savjetnik)
- 1950. – 1954. - Kapela u Ronchampu, Francuska (karta)
- 1951. - Kuća Jaoul, Neuilly-sur-Seine, Francuska
- 1951. - Više zgrada u Ahmedabadu, Indija:
  - Muzej Sanskar Kendra
  - Zgrada udruge mlinara
  - Vila Sarabhai
  - Vila Shodhan
- 1952. - Unité d'Habitation Nantes-Rezé, Nantes, Francuska (karta)
- 1952. – 1959. - Više zgrada u Chandigarhu, Indija:
  - 1952. - Palača pravde Punjaba i Haryane
  - 1952. - Muzej i umjentička galerija
  - 1953. - Zgrada sekretarijata
  - 1953. - Guvernerska palača
  - 1955. - Sabor
  - 1959. - Zgrada fakulteta umjentosti i arhitekture
- 1957. - Unité d'Habitation Briey en Forêt, Francuska
- 1957. - Državni muzej zapadnjačke umjetnosti, Tokyo, Japan
- 1957. - Brazilski dom, Cité Universitaire, Pariz
- 1957. – 1960. - Sainte Marie de La Tourette, u blizini Lyona, Francuska (u suradnji s Iannisom Xenakisom)
- 1957. - Unité d'Habitation, Charlottenburg, Flatowallee 16., Berlin (karta)
- 1957. - Unité d'Habitation Meaux, Francuska
- 1958. - Philipsov paviljon za „Expo '58.”, Bruxelles, Belgija (s Iannisom Xenakisom) (uništen)
- 1961. - Center elektroničko računanje, Olivetti, Milano, Italija
- 1961. - Carpenter centar za likovne umjentosti, Sveučilište Harvard, Cambridge, Massachusetts, SAD
- 1964. – 1969. - Više zgrada u gradu Firminy (Francuska), poznatih kao naselje Firminy-Vert:
  - 1964. - Unité d'Habitation Firminy
  - 1966. - Stadion Firminy-Vert
  - 1965. - Dom kulture
  - 1969. - Crkva sv. Petra (izgrađena postumno i posvećena tek 2006.)
- 1967. - Muzej Heidi Weber (Centar Le Corbusier), Zurich, Švicarska